# إرواء صفاقي مستمر مفرط الحرارة
الإرواء الصفاقي المستمر المفرط الحرارة أو الإرواء الصفاقي المستمر العالي الحرارة أو الإرواء الصفاقي المفرط الحرارة المستمر (بالإنجليزية: Continuous hyperthermic peritoneal perfusion)‏ ويُدعى اختصاراً CHPP، هوَ إجراء علاجي يتم فيه غَسل جوف البطن بسوائل دافئة تَحتوي على أدوية مضادة للسرطان، ويُعتبر هذا الإجراء من أنواع المعالجة بفرط الحرارة.